# 御厨駅 (静岡県)

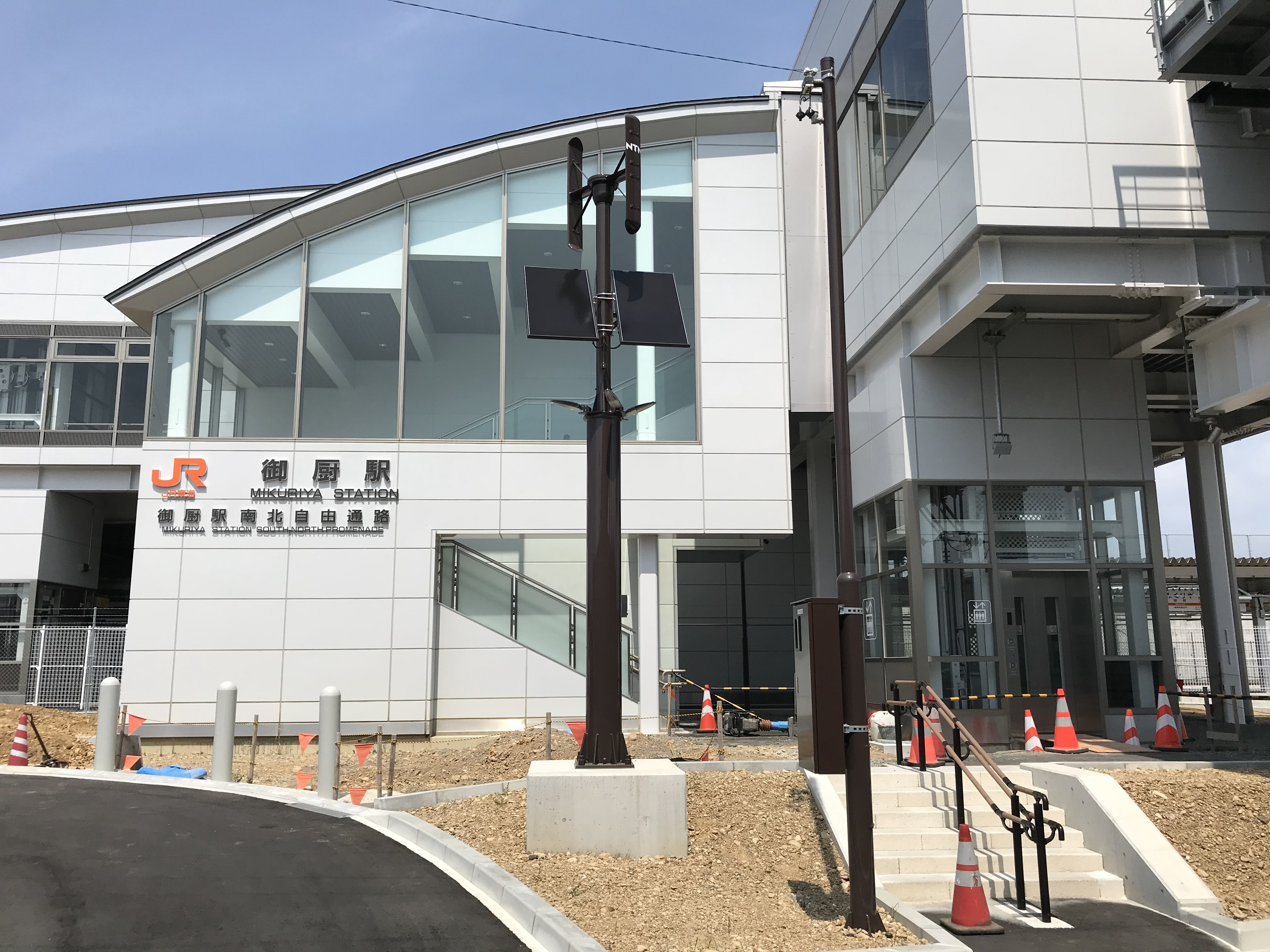
西口（2020年8月）

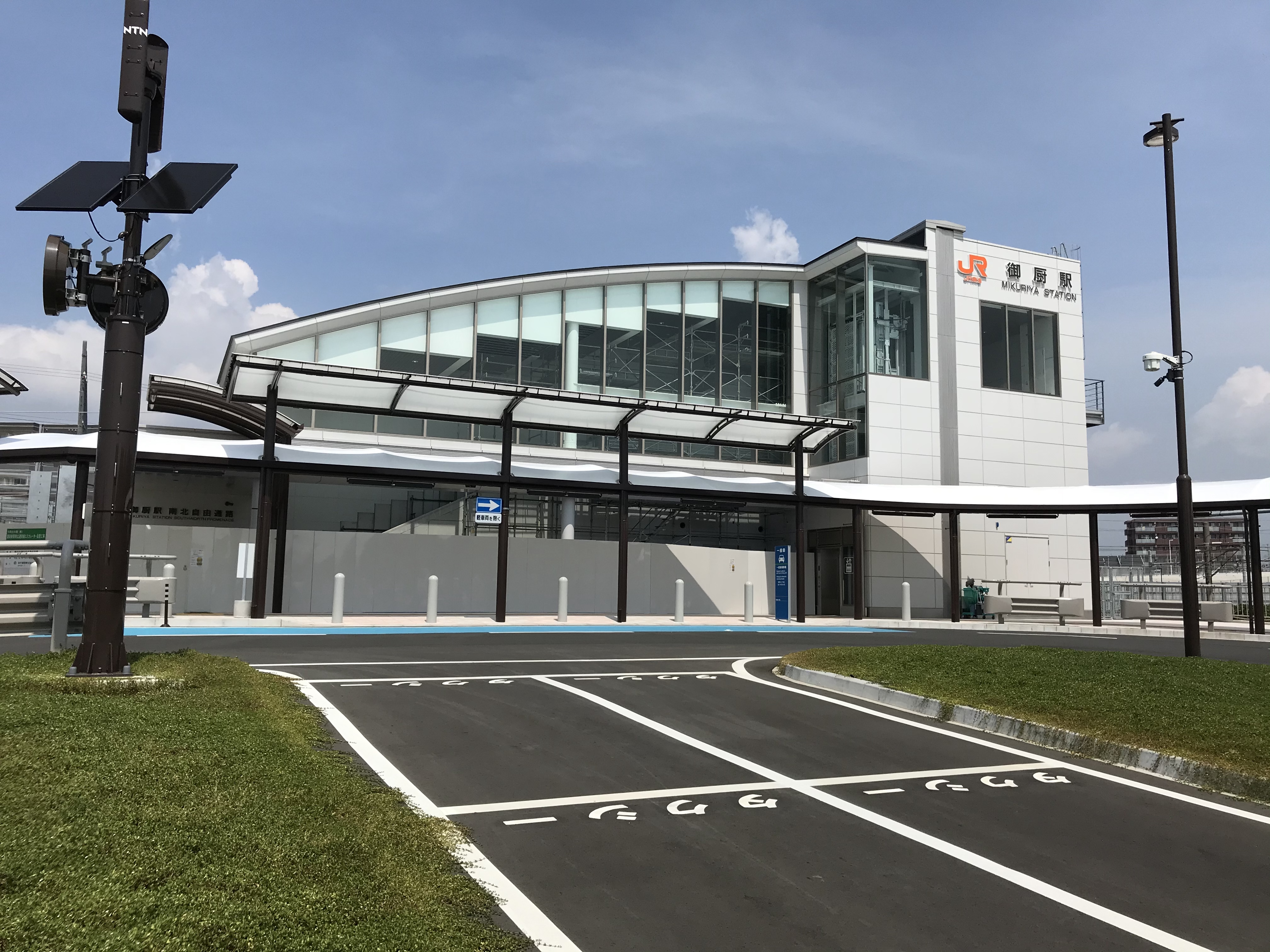
南口（2020年8月）

御厨駅（みくりやえき）は、静岡県磐田市鎌田にある、東海旅客鉄道（JR東海）東海道本線の駅である。駅番号はCA30。
住民の働き掛けで新設が決まった請願駅で、駅名は旧御厨村に由来する。東海道本線の静岡県内区間での駅新設は、愛野駅以来19年ぶりである。

## 歴史
- 1987年（昭和62年）：住民による請願が磐田市に提出される[新聞 1]。
- 1990年（平成2年）：磐田市がJR東海に新駅設置要望書を提出する。
- 2016年（平成28年）6月11日：着工[新聞 2]。
- 2019年（平成31年）2月6日：駅名が「御厨駅」に決定したことが発表される[報道 2][新聞 3]。
- 2020年（令和2年）
  - 3月7日：完成記念式典を開催[新聞 4]。南北自由通路の供用を開始[新聞 5]。
  - 3月14日：開業[報道 3][新聞 5][新聞 6]。

## 駅構造
相対式ホーム2面2線を有する地上駅。ヤマハスタジアムで開催されるジュビロ磐田主催試合での混雑を想定して、ホーム幅は5メートルと広めに造られている。ホーム下を暗渠化した倉西川が横断している。
磐田駅管理の業務委託駅である。
駅舎はホームの上空に設けられた橋上駅舎。東海道本線とこの付近では並走する東海道新幹線をまたぐ自由通路を経て北口と南口、西口が設けられている。西口は将来的にパークアンドライドの利用も想定している。
北口広場は、ヤマハ発動機が施設命名権を取得し、「ヤマハ発動機Revsサークル（レヴズ サークル）」と名付けられ、愛称名板モニュメントが設置された。

### のりば
| 番線 | 路線          | 方向 | 行先           |
| ---- | ------------- | ---- | -------------- |
| 1    | CA 東海道本線 | 上り | 静岡・沼津方面 |
| 2    | CA 東海道本線 | 下り | 浜松・豊橋方面 |

（出典：JR東海:駅構内図）

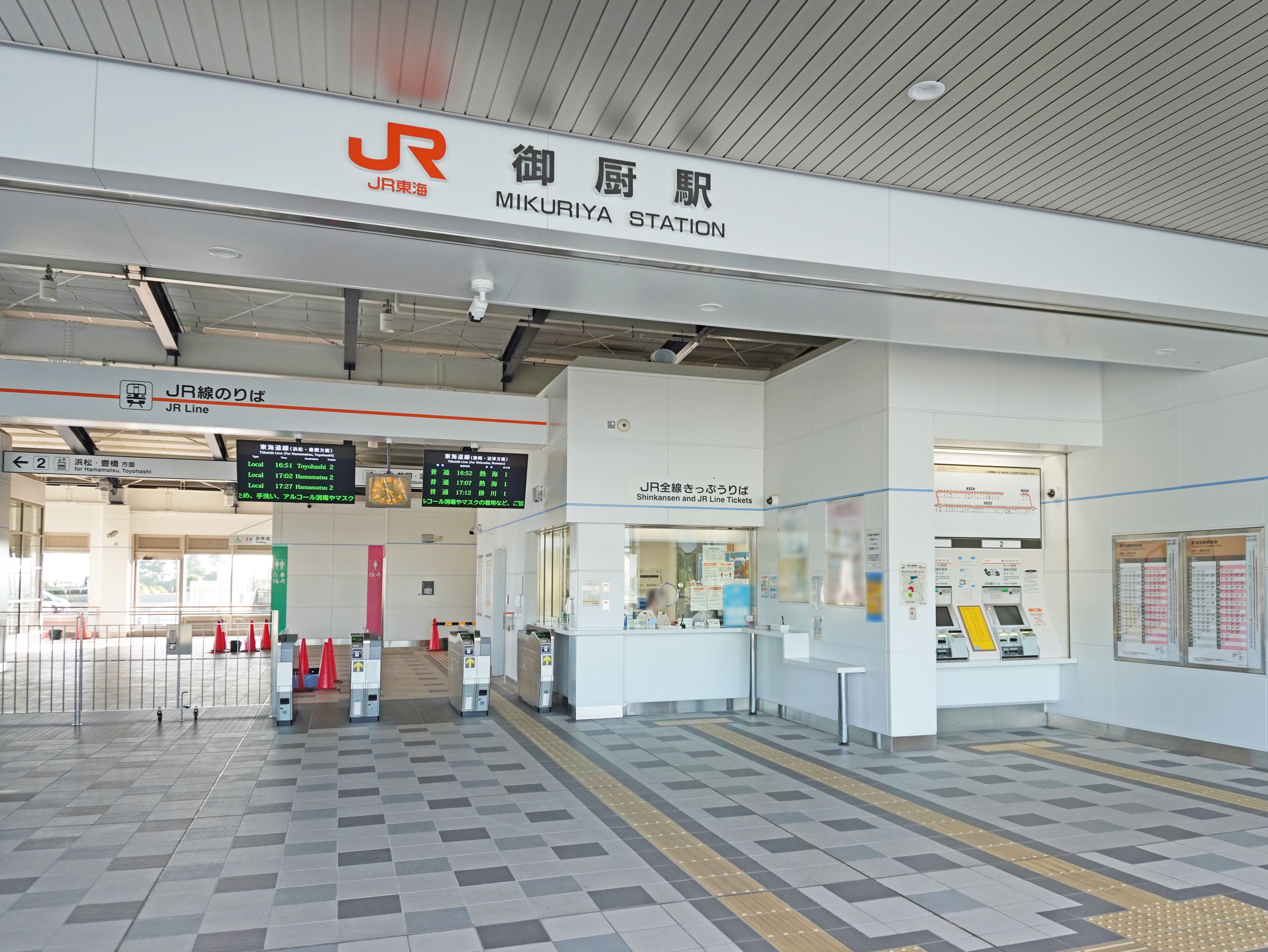
改札口（2022年9月）
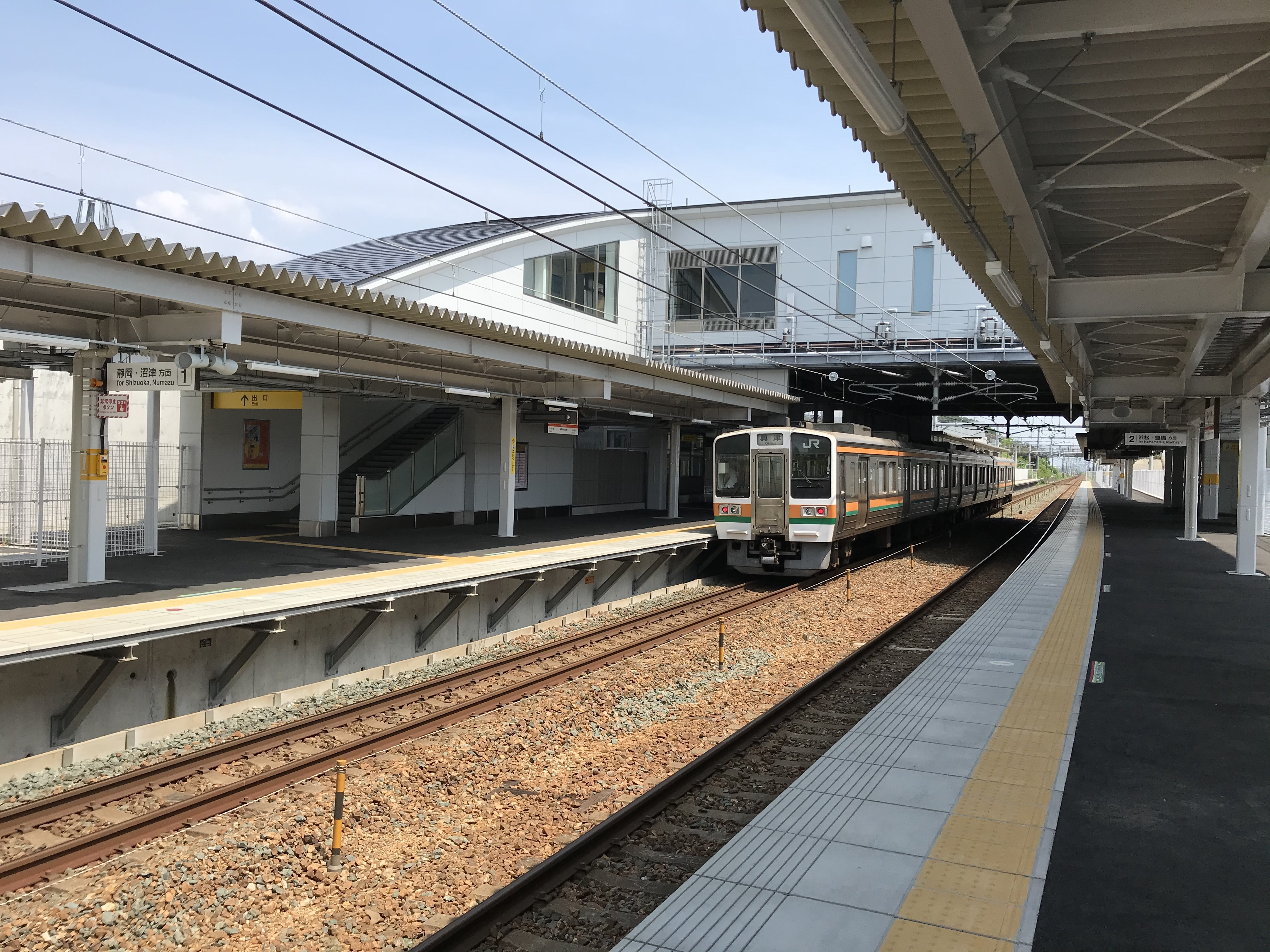
ホーム（2020年8月）
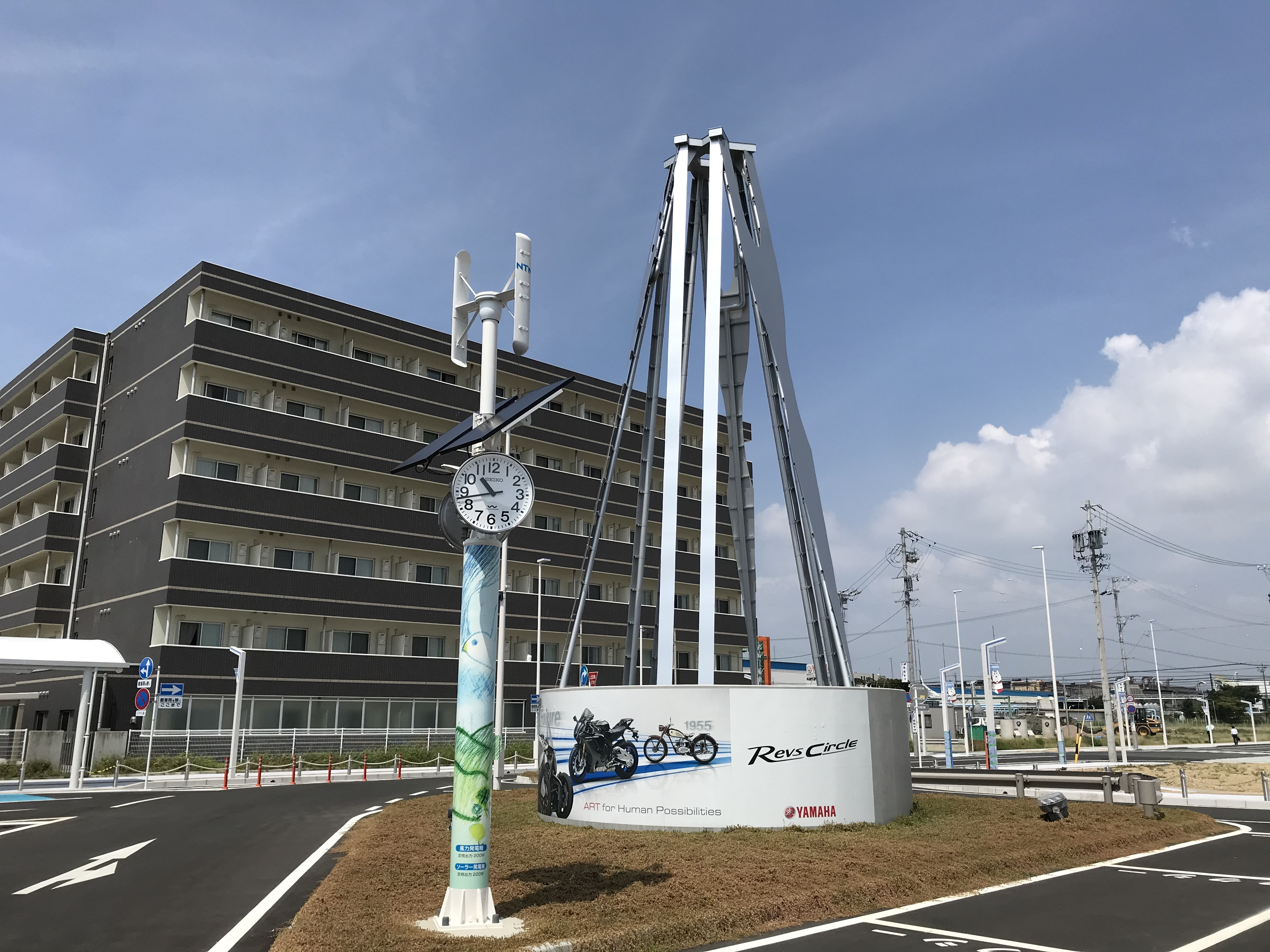
Revsサークルモニュメント（2020年8月）

## 利用状況
「磐田市統計書」「静岡県統計年鑑」によると、2021年度（令和3年度）の1日平均乗車人員は1,422人である。開業前の需要は、乗降客数1日2,000 - 3,000人と予測されていた。
開業後の推移は以下のとおりである。
| 乗車人員推移       | 乗車人員推移     | 乗車人員推移 |
| 年度               | 1日平均 乗車人員 | 出典         |
| ------------------ | ---------------- | ------------ |
| 2019年（令和元年） | 1,053            | [ 2 ]        |
| 2020年（令和02年） | 1,287            | [ 2 ] [ 3 ]  |
| 2021年（令和03年） | 1,422            | [ 2 ] [ 3 ]  |

## 駅周辺
ヤマハ関連の施設や古墳が点在している。
- ヤマハ発動機
- ヤマハスタジアム
- ヤマハ・コミュニケーションプラザ
- 御厨古墳群（国史跡）
  - 松林山古墳
  - 稲荷山古墳
  - 秋葉山古墳
  - 高根山古墳
  - 御厨堂山古墳
  - 経塚古墳
  - 新貝17号墳
  - 目隠山古墳
- うさぎ山公園
- 磐田市立神明中学校
- 鎌田神明宮
- 医王寺
- NTN磐田製作所
- DOWAメタニクス
- 御厨郵便局
- 磐田警察署御厨駅前交番

## 隣の駅
東海旅客鉄道（JR東海）
CA 東海道本線
袋井駅 (CA29) - 御厨駅 (CA30) - 磐田駅 (CA31)

#### 報道発表資料
1. ↑  『東海道本線 袋井駅〜磐田駅間新駅の設置について』（PDF）（プレスリリース）東海旅客鉄道、2014年4月9日。オリジナルの2018年12月14日時点におけるアーカイブ。2020年3月13日閲覧。
2. 1 2  『東海道本線 袋井〜磐田間新駅の名称等について』（PDF）（プレスリリース）東海旅客鉄道、2019年2月6日。オリジナルの2019年11月10日時点におけるアーカイブ。2019年12月13日閲覧。
3. ↑  『2020年3月ダイヤ改正について 〜「のぞみ12本ダイヤ」をスタートします!〜』（PDF）（プレスリリース）東海旅客鉄道、2019年12月13日、4頁。オリジナルの2019年12月13日時点におけるアーカイブ。2019年12月13日閲覧。
4. ↑  『JR新駅「御厨駅」の北口広場に愛称名板モニュメントを設置』（プレスリリース）ヤマハ発動機、2020年3月9日。オリジナルの2020年3月14日時点におけるアーカイブ。2020年3月15日閲覧。

#### 新聞記事
1. ↑  “袋井－磐田間に新駅 JR東海道線 31年度末開業目指す 静岡”. 産経ニュース. (2014年4月10日) 2020年2月29日閲覧。
2. ↑  “磐田新駅、あす着工 袋井−磐田間 請願採択から30年／静岡”. 毎日新聞. (2016年6月10日).  オリジナルの2018年12月14日時点におけるアーカイブ。 2020年3月13日閲覧。
3. ↑  “JR東海「御厨駅」東海道本線の新駅、駅名が決定 - 2020年春開業へ”. マイナビニュース. (2019年2月6日).  オリジナルの2019年3月31日時点におけるアーカイブ。 2024年3月15日閲覧。
4. 1 2  “JR東海、東海道本線の新駅「御厨駅」を公開14日開業”. 日本経済新聞. (2020年2月26日).  オリジナルの2020年3月1日時点におけるアーカイブ。 2020年3月1日閲覧。
5. 1 2  “磐田・御厨駅 来月14日に開業”. 中日新聞. (2020年2月27日).  オリジナルの2020年2月28日時点におけるアーカイブ。 2020年2月28日閲覧。
6. ↑  “JR御厨駅（磐田）が開業 「地域の夢」住民ら乗車”. 静岡新聞. (2020年3月15日).  オリジナルの2020年3月22日時点におけるアーカイブ。 2020年3月30日閲覧。
7. ↑  “JR東海 東海道線「御厨駅」が開業”. 交通新聞 (交通新聞社). (2020年3月10日).  オリジナルの2020年8月20日時点におけるアーカイブ。 2020年8月20日閲覧。

### 「みくりや」と読む他の駅
- 御来屋駅 - JR西日本山陰本線の駅
- 御厨駅 (長崎県) - 松浦鉄道西九州線の駅